# Andrés González (bispo)
Andrés González (1634 - 14 de fevereiro de 1709) foi um prelado católico romano que serviu como bispo de Nueva Caceres (1685–1709).

## Biografia
Andrés González nasceu em Villardefrades, Espanha, e foi ordenado sacerdote na Ordem dos Pregadores. A 10 de setembro de 1685, o Papa Inocêncio XI nomeou-o Bispo de Nueva Cáceres. Em 1686, foi consagrado bispo por Felipe Fernandez de Pardo, arcebispo de Manila, com Diego de Aguilar, bispo de Cebu, e Ginés Barrientos, bispo auxiliar de Manila, como co-consagradores. Serviu como Bispo de Nueva Cáceres até à sua morte a 14 de fevereiro de 1709. Antes de se tornar bispo, ele ajudou na consagração de Felipe Fernandez de Pardo, Arcebispo de Manila.